# Эрнан из Клювэн-Диогры
Эрнан (VI или VII век) — католический святой. День памяти — 11 января.
Святой Эрнан из Клювэн-Деогры (Ernan of Cluvain-Deoghra) (Ирландия) жил в VI или VII веке. Клювэн-Деогра располагалась либо в графстве Мит, либо в графстве Лонгфорд. Согласно мартирологу Таллахта, его память совершается 11 января. Когда святой Фехин (Fechin) был в гостях у Эрнана, ему не давал покоя шум от находившейся неподалёку мельницы. Святой Фехин благословил её, после чего шума не стало слышно.